# Ilha Khvostof

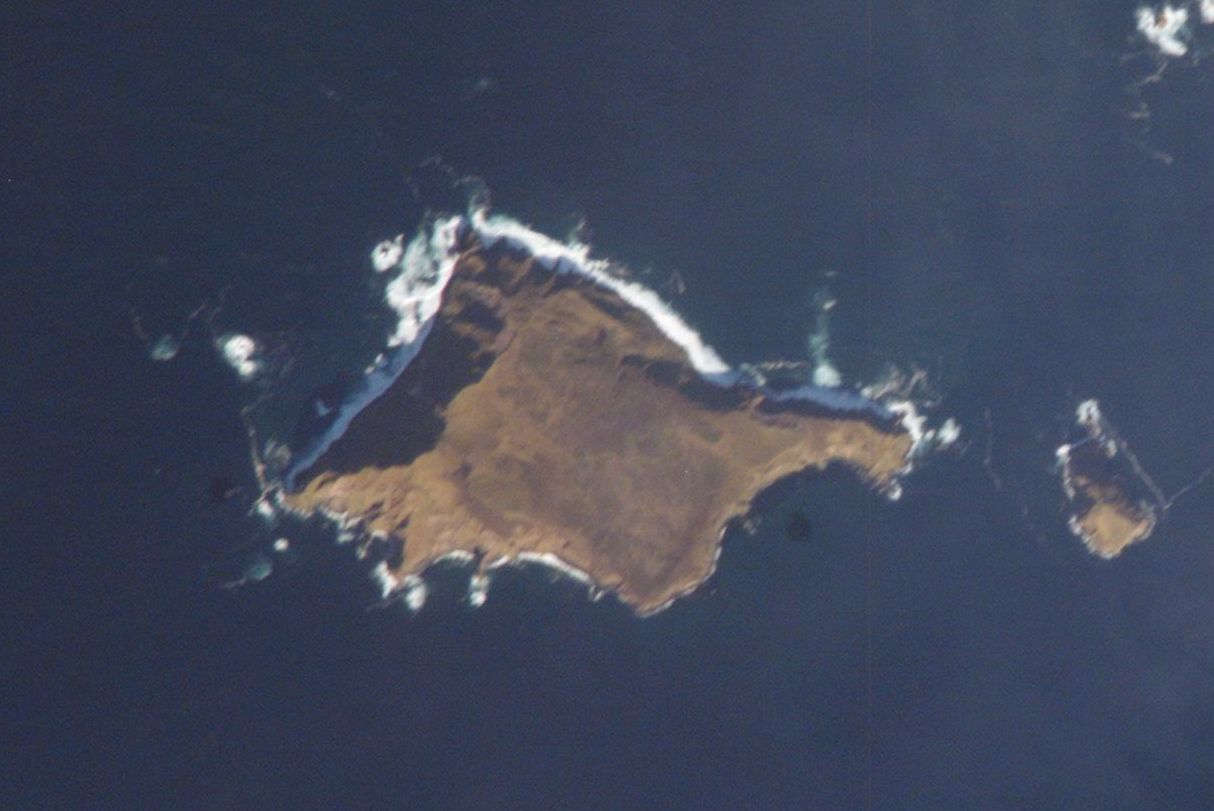
Imagem aérea - NASA

Khvostof (em alemão:  Atanax̂) é uma das ilhas Aleutas. Faz parte do arquipélago das ilhas Rat na parte ocidental das Aleutas, no Alasca, Estados Unidos. Tem 2 km de comprimento por 2,74 km de largura máxima.